# Rawa Mazowiecka (gmina wiejska)
Rawa Mazowiecka (daw. gmina Boguszyce + gmina Wałowice/gmina Niwna) – gmina wiejska w województwie łódzkim, w powiecie rawskim. W latach 1975–1998 gmina położona była w województwie skierniewickim. Przez gminę przebiega trasa zabytkowej Rogowskiej Kolei Wąskotorowej.
Siedziba gminy to Rawa Mazowiecka.
Według danych z 30 czerwca 2004 gminę zamieszkiwało 8550 osób. Natomiast według danych z 31 grudnia 2019 roku gminę zamieszkiwało 8788 osób.

## Struktura powierzchni
Według danych z roku 2002 gmina Rawa Mazowiecka ma obszar 163,98 km², w tym:
- użytki rolne: 78%
- użytki leśne: 15%

Gmina stanowi 25,36% powierzchni powiatu.

## Rezerwaty przyrody
Na terenie gminy częściowo znajduje się rezerwat przyrody Rawka chroniący koryto rzeki Rawki z rozgałęzieniami od źródeł do ujścia.

## Demografia

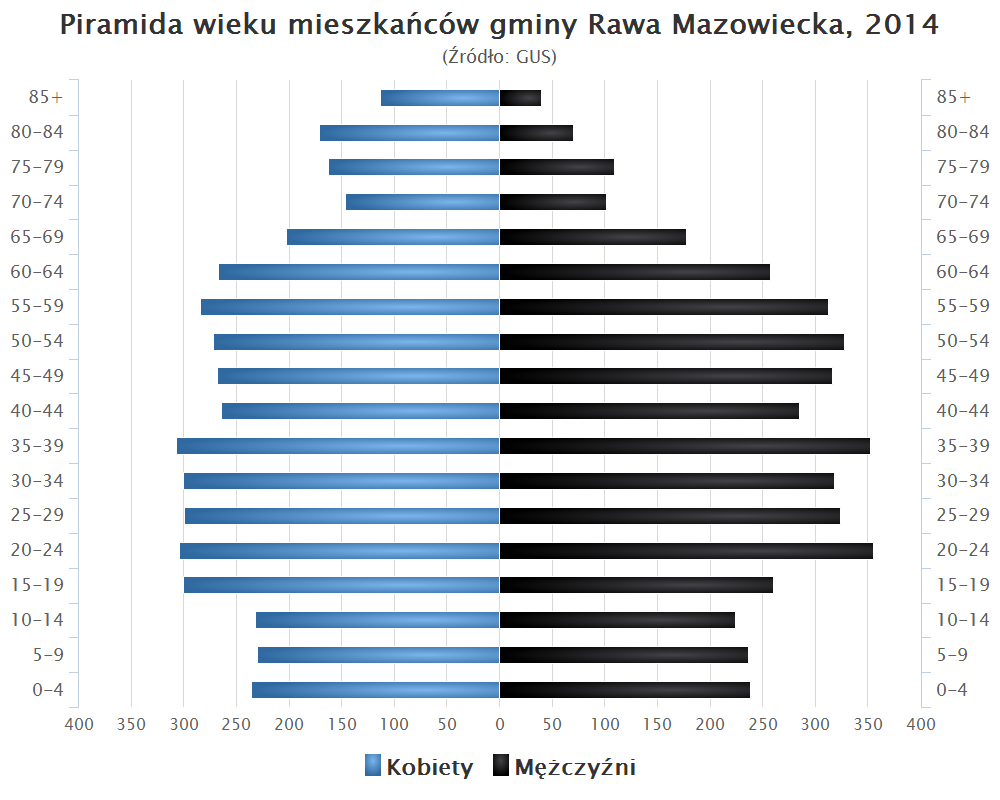
Piramida wieku mieszkańców gminy Rawa Mazowiecka w 2014 roku

Dane z 30 czerwca 2004:
| Opis                              | Ogółem | Ogółem | Kobiety | Kobiety | Mężczyźni | Mężczyźni |
| --------------------------------- | ------ | ------ | ------- | ------- | --------- | --------- |
| jednostka                         | osób   | %      | osób    | %       | osób      | %         |
| populacja                         | 8550   | 100    | 4311    | 50,4    | 4239      | 49,6      |
| gęstość zaludnienia (mieszk./km²) | 52,1   | 52,1   | 26,3    | 26,3    | 25,9      | 25,9      |

## Sołectwa
Boguszyce, Bogusławki Małe, Byszewice, Chrusty, Dziurdzioły, Garłów, Głuchówek, Jakubów, Janolin, Julianów, Kaleń, Kaliszki, Konopnica, Księża Wola, Kurzeszyn, Leopoldów, Linków, Lutkówka, Małgorzatów, Matyldów, Niwna, Nowa Wojska, Pasieka Wałowska, Podlas, Przewodowice, Pukinin, Rogówiec, Rossocha, Soszyce, Stara Wojska, Stare Byliny, Ścieki, Wałowice, Wilkowice, Wołucza, Zagórze, Zawady, Żydomice.

## Pozostałe miejscowości
Bogusławki Duże, Boguszyce Małe, Gaj, Helenów, Huta Wałowska, Julianów Raducki, Kurzeszynek, Nowa Rossocha, Nowy Głuchówek, Nowy Kurzeszyn, Pokrzywna, Stara Rossocha, Stary Dwór, Świnice, Zarzecze, Zielone

## Sąsiednie gminy
Biała Rawska, Cielądz, Czerniewice, Głuchów, Nowy Kawęczyn, Rawa Mazowiecka (miasto), Regnów, Skierniewice, Żelechlinek